# نوبت عاشقی (فیلم)
نوبت عاشقی (ایتالیایی: Sapore di mare) یک فیلم کمدی ایتالیایی به کارگردانی کارلو وانتسینا است که در سال ۱۹۸۳ منتشر شد.
ویرنا لیزی بابت هنرنمایی در این فیلم برندهٔ جایزهٔ دیوید دی دوناتلو در رشتهٔ «بهترین بازیگر نقش مکمل زن» و همچنین برندهٔ جایزهٔ روبان نقره‌ای بهترین بازیگر نقش مکمل زن شد.

## بازیگران
- جری کالا
- کریستین دسیکا
- ایزابلا فراری
- ویرنا لیزی
- مارینا سوما
- انیو آنتونلی
- آنجلو ماجی